# Hydnora
Hydnora is een geslacht uit de familie Hydnoraceae. De soorten uit het geslacht komen voor in Afrika, van Eritrea tot in Zuid-Afrika, en verder op het eiland Madagaskar en op het Arabisch schiereiland.

## Soorten
- Hydnora abyssinica A.Br.
- Hydnora africana Thunb.
- Hydnora esculenta Jum. & H.Perrier
- Hydnora sinandevu Beentje & Q.Luke
- Hydnora triceps Drège & E.Mey.
- Hydnora visseri Bolin, E.Maass & Musselman